# 摎
摎（きゅう、生没年不詳）は中国戦国時代末期の秦の将軍。姓氏は不明。昭襄王に仕えた。

## 経歴
紀元前256年、摎は主将として韓を攻撃し、陽城と負黍を取り、首級4万を挙げた。さらに趙を攻撃して20県あまりを奪い、斬首した者および捕虜は9万に達した。ときに西周の文公は諸侯の軍を結集し、伊闕を出て秦を攻撃して、陽城との連絡路を遮断しようとした。楊摎が昭襄王の命を受け西周を攻撃し、これを降伏させ、36城と3万人を秦に献じた。
紀元前254年、魏を攻め、呉城を奪った。

## 登場作品
- 『始皇帝 天下統一』 - 中国制作の時代劇ドラマ（原題：大秦賦）。当作では3話に嬴摎の名で登場（演：王铂清）し、合縦軍に与して秦を攻めた西周君に対し、周の王都である洛邑を昭襄王の命で麃公の軍とともに攻める。
- 『キングダム (漫画)』 - 秦の六大将軍であり、同じく六大将軍王騎の元召使いで、本当は昭王の娘の摎として登場。
- 『達人伝-9万里を風に乗り-』 - 董摎の名で登場。秦の将軍で白起の後任として王齕・王陵・司馬梗・鄭安平らと趙都邯鄲の攻略軍の一翼を担い李談率いる三千決死隊の前に立ちはだかる。